# Монарх-голоок білошиїй
Монарх-голоок білошиїй (Arses lorealis) — вид горобцеподібних птахів родини монархових (Monarchidae). Ендемік Австралії.

## Опис

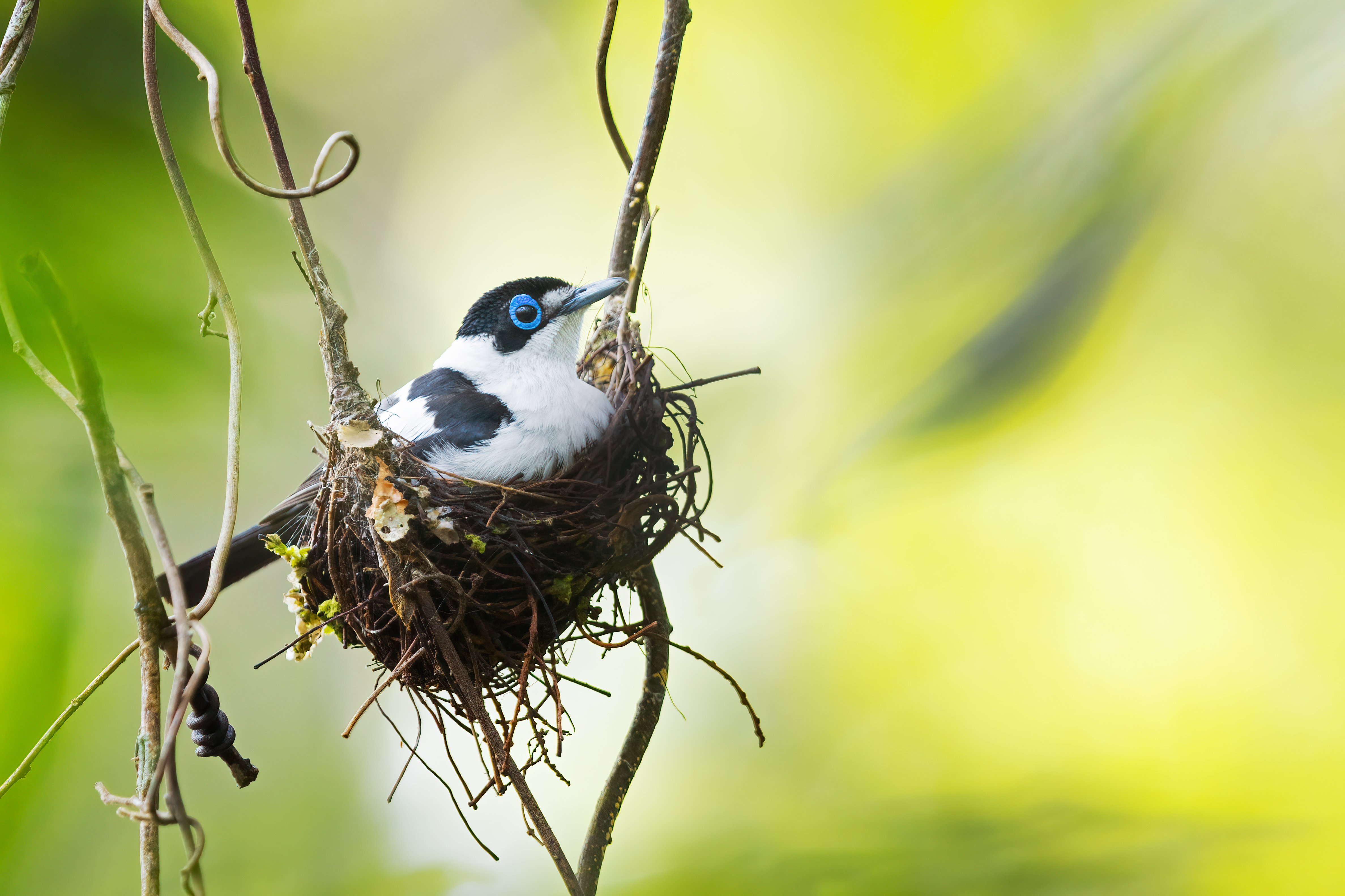
Білошиїй монарх-голоок на гнізді

Довжина птаха становить 14 см. У самців голова, спина, крила і хвіст чорні, горло, груди, потилиця, плечі і надхвстя білі. Навколо очей плями голої синьої шкіри, Дзьоб світло-сизий, лапи темні. У самиць обличчя і підборіддя також білі.

## Поширення і екологія
Білошиї монархи-голооки мешкають на півночі півострова Кейп-Йорк в штаті Квінсленд, від міста Вейпа до гір Залізного хребта і міста Коен, а також на деяких островах Торресової протоки. Вони живуть у вологих рівнинних тропічних лісах. Живляться комахами. Сезон розмноження триває з люистопада по лютий. Гніздо неглибоке, чашоподібне, робиться з гілочок і лози, скріплюється павутинням, підвішується до ліани подалі від стовбура або крони дерева, на висоті від 2 до 10 м над землею. В кладці 2 білих з рожевуватим відтінком яйця, поцяткованих пурпуровими або червонувато-коричневими плямками, розміром 19×14 мм.